# Hugh Robert Mill
Hugh Robert Mill foi um geógrafo e meteorologista escocês, que teve destacada influência na reforma do ensino de geografia e no desenvolvimento da meteorologia como ciência.
Mill estudou na Universidade de Edimburgo, onde se licenciou em química, em 1883, e onde obteve o seu doutoramento em química da água do mar em 1886. A partir de 1892 tornou-se bibliotecário da Real Sociedade Geográfica, e um especialista em oceanografia e exploração da Antárctida a nível mundial.